# Biandronno
Biandronno är en ort och kommun i provinsen Varese i regionen Lombardiet i Italien. Kommunen hade 3 314 invånare (2018).